# Planai
Die Planai (auch Schladminger Kaibling) ist der Hausberg und die Skiabfahrt von Schladming. Der Gipfel liegt auf 1906 m ü. A. zwischen dem Hauser Kaibling im Osten und der Hochwurzen im Westen.

## Skisport
Die Planai bildet zusammen mit der Hochwurzen das Zentrum der Schladminger 4-Berge-Skischaukel und das Skigebiet Planai/Hochwurzen, welches auf einer Höhe von 745 bis 1906 m liegt. An die beiden Skiberge angeschlossen sind der Hauser Kaibling und die Reiteralm. Gemeinsam bilden die vier Berge eine Skischaukel mit 124 Pistenkilometern und 47 Seilbahnen.
Auf diesem Berg befinden sich auch zwei Weltcupstrecken. Die westliche, Planai, trägt denselben Namen wie der Berg und wird regelmäßig für Weltcuprennen verwendet. Die östliche, Streicher, wurde erstmals beim Weltcupfinale 2012 rennmäßig befahren. Beide Pisten waren Schauplatz der Alpinen Skiweltmeisterschaften 2013.

## Lifte und Bahnen
| Seilbahn                    | Art                                                                 | Inbetrieb- nahme | Länge in m | Personen- Kapazität | Hersteller          | ersetzter Lift                                          | Winter | Sommer |
| --------------------------- | ------------------------------------------------------------------- | ---------------- | ---------- | ------------------- | ------------------- | ------------------------------------------------------- | ------ | ------ |
| Planaibahn I                | 10er Gondelbahn                                                     | 2019             | 1721       | 3800                | Doppelmayr          | Planaibahn I (1985, 1972)                               |        |        |
| Planaibahn II               | 10er Gondelbahn                                                     | 2019             | 1691       | 3800                | Doppelmayr          | Planaibahn II Planai 3er                                |        |        |
| Planai West                 | 8er Gondelbahn                                                      | 2006             | 2430       | 2408                | Doppelmayr          | 2er Sesselbahn, fixgeklemmt                             |        |        |
| Mitterhausbahn              | 8er Hochgeschwindigkeitssesselbahn mit Abdeckhauben und Sitzheizung | 2010             | 1126       | 3200                | Leitner             | Schlepplift, Schlepplift                                |        |        |
| Märchenwiesebahn            | 8er Hochgeschwindigkeitssesselbahn mit Abdeckhauben und Sitzheizung | 2009             | 720        | 3024                | Leitner             | Schlepplift                                             |        |        |
| Fastenbergbahn (Planai 6er) | 6er Hochgeschwindigkeitssesselbahn mit Abdeckhauben                 | 2002             | 2135       | 2015                | Leitner             | Schlepplift                                             |        |        |
| Lärchkogelbahn              | 8er Hochgeschwindigkeitssesselbahn mit Abdeckhauben                 | 2020             | 1160       | 3500                | Leitner             | 4er Sesselbahn (1994), davor 2er Sesselbahn fixgeklemmt |        |        |
| Sonneckbahn                 | 4er Sesselbahn, fixgeklemmt                                         | 1998             | 802        | 1605                | Doppelmayr          |                                                         |        |        |
| Burgstallalmbahn            | 8er Hochgeschwindigkeitesselbahn mit Abdeckhauben                   | 2016             | 1039       | 2800                | Leitner             | 4er Sesselbahn, fixgeklemmt                             |        |        |
| Hopsi Express               | Schrägaufzug                                                        | 2018             | 211        | 166                 | ABS Transportbahnen | Shuttleverkehr mit Pistenraupe                          |        |        |
| Weitmooslift                | Ankerschlepplift                                                    | 1976             | 601        | 900                 | de Pretis           |                                                         |        |        |
| Weitmoos-Tellerlift         | Tellerschlepplift                                                   | 1988             | 595        | 684                 | Doppelmayr          |                                                         |        |        |
| Fritz-Blitz                 | Förderband (Zauberteppich) mit Überdachung                          | 2011             | 272        | 800                 | Sunkid              | Schlepplift (Lärchkogel Süd 1991)                       |        |        |
| Gipfelbahn Hochwurzen       | 10er Gondelbahn                                                     | 2013             | 2050       | 2500                | Leitner             | 15er Gruppenumlaufbahn                                  |        |        |
| Obertalbahn                 | 6er Sessel und 8er Gondelbahn                                       | 2008             | 1444       | 2120                | Leitner             |                                                         |        |        |
| Hochwurzen I                | 8er Gondelbahn                                                      | 1998             | 1989       | 1640                | Doppelmayr          |                                                         |        |        |
| Hochwurzen II               | 4er Hochgeschwindigkeitssesselbahn mit Abdeckhauben                 | 1997             | 1906       | 1685                | Doppelmayr          | 2er Sesselbahn fixgeklemmt                              |        |        |
| Rohrmoos I                  | 2er Sesselbahn, fixgeklemmt                                         | 1980             | 977        | 1150                | Girak               | 1er Sesselbahn fixgeklemmt                              |        |        |
| Rohrmoos II                 | 6er Hochgeschwindigkeitssesselbahn mit Abdeckhauben                 | 2000             | 1413       | 1601                | Leitner             | 2er Sesselbahn, fixgeklemmt                             |        |        |

## Mountainbikesport

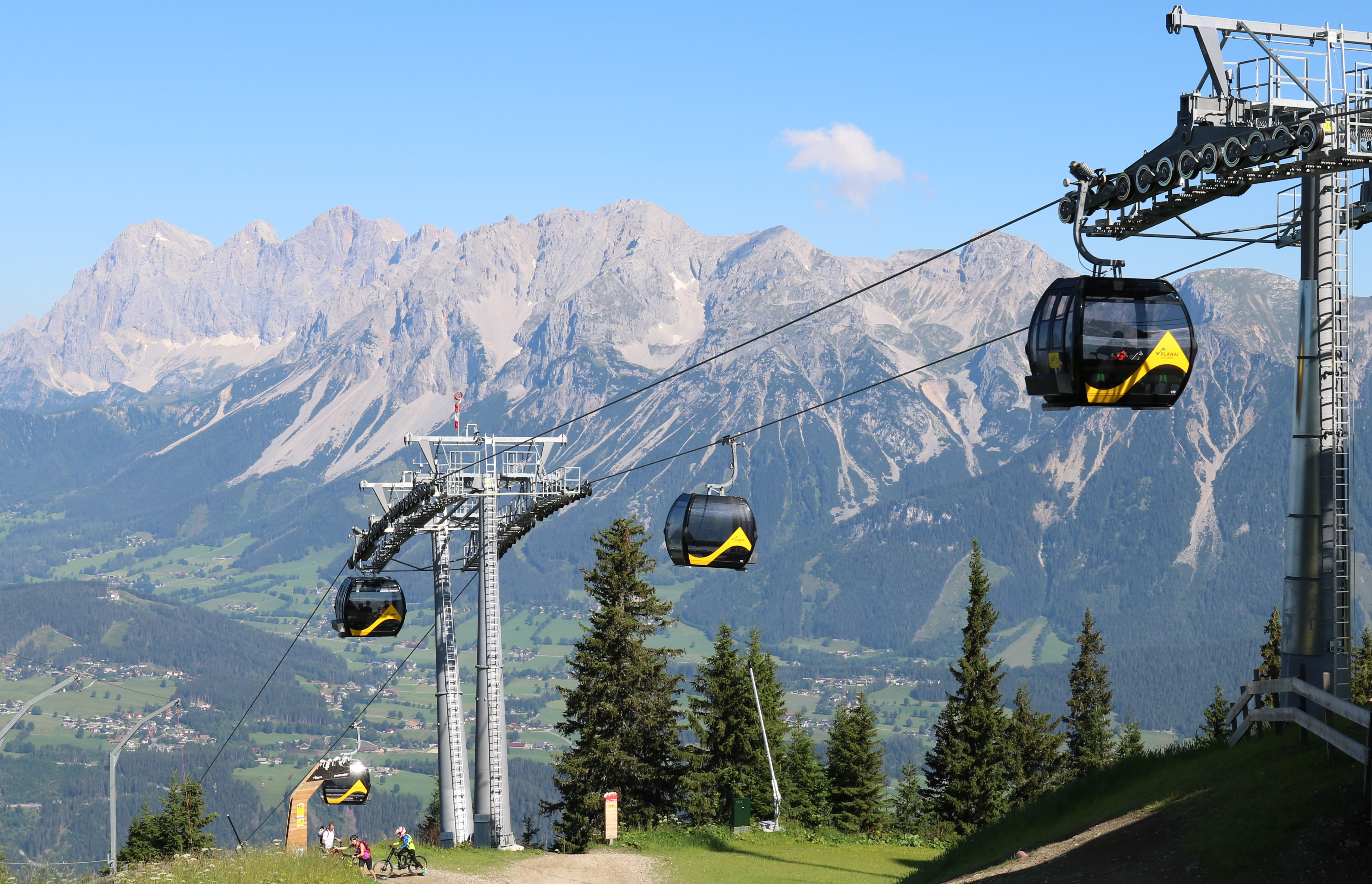
In der 10er Gondel der Planai-Bergbahnen haben bequem zwei Mountainbikes Platz

Der Planai-Bikepark ist im Sommer nicht nur ein Magnet für Downhill- und 4Cross-Mountainbiker. Seit dem Sommer 2020 gibt es auf der Planai im Bikepark Schladming 35 Kilometer Bikestrecken in allen Schwierigkeitsgraden. So ist z. B. die Bike Area der perfekter Platz für die Anfänger und die Pro Downhill die längste Downhillstrecke Österreichs. Die Uphill Flow Trail ist sowohl für Mountainbiker als auch E-Mountainbiker zum Bergauffahren geeignet. In der 10er Gondel der Hauptseilbahn haben die Fahrräder zum Transport auf den Berg bequem in der Gondel Platz.

## Sommerattraktion
Im Sommer öffnet unterhalb des Gipfels das Hopsiland, benannt nach Hopsi, dem WM-Maskottchen der Alpinen Skiweltmeisterschaften von 1982 und 2013. Das Hopsiland ist vor allem für kleinere Kinder ein Ausflugsziel mit einem Rundweg von 1,5 km Länge, bekannt als höchster Spielplatz der Steiermark.